# Steele Von Hoff
Steele Von Hoff (Mornington, Victoria, 31 de diciembre de 1987) es un ciclista australiano que fue profesional entre 2011 y 2018.
En enero de 2012, fue seleccionado por el equipo nacional australiano para participar en el Tour Down Under. Para la temporada 2013 fichó por el equipo Garmin-Sharp perteneciente al UCI ProTeam.

## Palmarés
2011 (como amateur)
- 3.º en el Campeonato Oceánico en Ruta

2012 (como amateur)
- 1 etapa del Tour de Loir-et-Cher
- 1 etapa del Tour de Olympia
- 2 etapas del Tour de Guadalupe

2013
- 3.º en el Campeonato de Australia en Ruta

2015
- 1 etapa del Tour Down Under
- Rutland-Melton International CiCLE Classic

2016
- 1 etapa del Tour de Noruega
- 1 etapa del Tour de Sibiu